# Fin de viaje
Fin de viaje (título original en inglés, The Voyage Out) es la primera novela publicada por Virginia Woolf en 1915 por la editorial de su medio hermano, Gerald Duckworth and Company Ltd; publicado en Estados Unidos en 1920 por Doran. Es una de las más ingeniosas sátiras sociales de Woolf.
En Fin de viaje, una de las novelas más inteligentes y socialmente satíricas, Rachel Vinrace se embarca para Sudamérica en el barco de su padre, y es lanzada en un viaje de autodescubrimiento en una versión moderna de un viaje mítico. Introduce a Clarissa Dalloway, el personaje central de la novela de Woolf, La señora Dalloway. El conjunto desigual de pasajeros le da a Woolf la oportunidad de satirizar la vida contemporánea Eduardiana.
Edward Morgan Forster lo describió como 

«... un libro extraño, trágico, inspirado cuya escenario es una América del sur que no se encuentra en ningún otro mapa y a la que se llega en un barco que no flotaría en el mar, una América cuyas fronteras espirituales tocan Xanadu y Atlantis... Es absolutamente impertérrita... Aquí al final hay un libro que logra unidad con tanta seguridad como Cumbres Borrascosas, aunque por un camino diferente».

[cita requerida]
Esta novela se tituló originariamente Melymbrosia, pero Woolf cambió repetidamente el borrador. Una versión anterior de Fin de viaje ha sido reconstruida por el erudito experto en Woolf Louise DeSalvo y está ahora disponible al público bajo el título pretendido. DeSalvo argumenta que muchos de los cambios que hizo Woolf en el texto fueron respuestas a cambios en su propia vida.
Tanto en Fin de viaje como en Noche y día se pone ya de manifiesto la intención de la escritora de romper los moldes narrativos heredados de la novelística inglesa anterior, en especial la subordinación de personajes y acciones al argumento general de la novela, así como las descripciones de ambientes y personajes tradicionales; sin embargo, estos primeros títulos apenas merecieron consideración por parte de la crítica. 